# Craig Dill
Craig H. Dill (Saginaw, Míchigan, 30 de octubre de 1946) es un exjugador de baloncesto estadounidense que disputó una temporada en la ABA. Con 2,11 metros de estatura, jugaba en la posición de pívot.

## Trayectoria deportiva

### Universidad
Jugó tres temporadas con los Wolverines de la Universidad de Míchigan, en las que promedió 10,2 puntos y 5,2 rebotes por partido. En 1965 disputó la final de la NCAA ante UCLA, en la que perdieron 91-80, y en la que aportó 4 puntos y 1 rebote. La estrella del partido fue Gail Goodrich en el equipo campeón, que consiguió 42 de los 91 puntos de su equipo.
En su última temporada fue incluido en el segundo mejor quinteto de la Big Ten Conference, tras promediar 19,6 puntos y 8,7 rebotes ese año.

### Profesional
Fue elegido en la cuadragésimo segunda posición del Draft de la NBA de 1967 por San Diego Rockets, y en la tercera ronda del draft de la ABA por los Indiana Pacers, equipo por el que firmó, pero no llegó a jugar.
Sí lo hizo en cambio con los Pittsburgh Pipers, donde jugó una temporada, la inaugural de la liga en la que quedaron campeones. Dill se repartió los minutos de la posición de pívot con Ira Harge, colaborando con 6,8 puntos y 5,8 rebotes por partido.

## Estadísticas de su carrera en la ABA

### Temporada regular
| Temporada | Edad | Equipo            | Liga | Pos. | P  | TIT | MIN  | TC  | TCA | %TC  | 3P  | 3PA | %3P  | 2P  | 2PA | %2P  | TL  | TLA | %TL  | R.OF. | R.DEF. | REB | ASIS | ROB | TAP | PER | FP  | PTS |
| 1967-68   | 23   | Pittsburgh Pipers | ABA  | C    | 65 |     | 20.8 | 2.9 | 7.5 | .383 | 0.0 | 0.0 | .000 | 2.9 | 7.5 | .386 | 1.1 | 1.6 | .670 |       |        | 5.8 | 0.5  |     |     | 1.0 | 2.5 | 6.8 |
| Total     |      |                   | ABA  |      | 65 |     | 20.8 | 2.9 | 7.5 | .383 | 0.0 | 0.0 | .000 | 2.9 | 7.5 | .386 | 1.1 | 1.6 | .670 |       |        | 5.8 | 0.5  |     |     | 1.0 | 2.5 | 6.8 |

### Playoffs
| Temporada | Edad | Equipo            | Liga | Pos. | P | TIT | MIN | TC  | TCA | %TC  | 3P  | 3PA | %3P | 2P  | 2PA | %2P  | TL  | TLA | %TL   | R.OF. | R.DEF. | REB | ASIS | ROB | TAP | PER | FP  | PTS |
| 1967-68 ❍ | 23   | Pittsburgh Pipers | ABA  | C    | 6 |     | 2.5 | 0.5 | 1.3 | .375 | 0.0 | 0.0 |     | 0.5 | 1.3 | .375 | 0.2 | 0.2 | 1.000 |       |        | 1.0 | 0.3  |     |     | 0.5 | 0.8 | 1.2 |
| Total     |      |                   | ABA  |      | 6 |     | 2.5 | 0.5 | 1.3 | .375 | 0.0 | 0.0 |     | 0.5 | 1.3 | .375 | 0.2 | 0.2 | 1.000 |       |        | 1.0 | 0.3  |     |     | 0.5 | 0.8 | 1.2 |